# ARA Suboficial Castillo
L'ARA Suboficial Castillo (A-6) est un navire de la Marine argentine depuis 1993. Il a précédemment servi au sein de la Marine des États-Unis en tant que USS Takelma (ATF-113) de 1944 à 1992.